# Savio Antonio Ferreira Vaz
Savio Antonio Ferreira Vaz SAC (* 5. April 1966 in Cortalim, Goa, Indien) ist ein indischer Theologe.

## Leben
Ferreira Vaz entstammt einer Familie von Goa-Katholiken. Er besuchte von 1971 bis 1983 die St. Laurenco School, Agacaim und Regina Mundi High School, Chicalim (Goa). Nach dem Abitur (1983–1985) am St. Xavier´s College, Kerala studierte er von 1985 bis 1987 Philosophie am Pallotti Institute of Philosophy and Religion (Goa). In Bangalore absolvierte er von 1987 bis 1988 das Noviziat. Er erwarb an der Universität Nagpur 1991 den Grad eines Bachelor in Englischer Literatur und studierte von 1991 bis 1995 Katholische Theologie am St. Charles Seminary in Nagpur. Nach der Priesterweihe 1995 in Goa leitete er von 1995 bis 1997 als Regens das Junior Seminar, Vijayawada und lehrte dort Religion, Englisch und Ethik. Von 1997 bis 1999 war er Pfarradministrator der Gemeinde St. Sebastian, Tormas im Erzbistum Goa. Im Wintersemester 2000 studierte er an der Universität Bonn. Von 2004 bis 2006 war er Subsidiär in Königswinter und Hausgeistlicher für Cellitinnen-Kloster Heisterbach. Nach der Promotion im Dezember 2006 in Moraltheologie bei Gerhard Höver an der Universität Bonn forschte er von 2007 bis 2010 zum Christentum und Familienkultur am Zentralinstitut der Familienforschung in Eichstätt und Freiburg. 2010 war er Studentenseelsorger an der PTH Vallendar, wo 2011 Lehrbeauftragter für Moraltheologie. 2012 war er Regens an der PTH Vallendar und  arbeitete priesterlich in der Augst mit. Nach der Habilitation (2013) in Moraltheologie bei Eberhard Schockenhoff an der Universität Freiburg ist er seit 2014 Ordinarius für Moraltheologie an der PTH Vallendar.
Seine Forschungsschwerpunkte sind Ehe und Familie, Fundamentalmoral und aktuelle Konfliktfelder der Bio- und Medizinethik.

## Schriften
- Familie – „als soziales Subjekt“. Eine theologisch-ethische Positionsbestimmung. (= Pallottinische Studien zu Kirche und Welt. Band 9). EOS-Verl., St. Ottilien 2007, ISBN 3-8306-7292-6 (zugleich Dissertation, Bonn 2007).
- Autonome Moral und christlicher Glaube. Die methodische Neuausrichtung der theologischen Ethik. (= Pallottinische Studien zu Kirche und Welt. Band 12). St. Ottilien, Stuttgart 2014, ISBN 978-3-8306-7686-7 (zugleich Habilitationsschrift, Freiburg 2012).